# Piante della Terra di Mezzo
Qui segue una lista di piante presenti nell'universo immaginario fantasy creato dallo scrittore inglese J. R. R. Tolkien.

## Aeglos
L'aeglos, cresce sulle colline di Amon Rûdh nel Beleriand, viene descritta nel Narn i Chîn Húrin come una pianta con lunghi steli, con un profumo molto dolce. Christopher Tolkien ha precisato che l'aeglos è come una ginestra spinosa, ma più grande e con i fiori bianchi; Il nome è lo stesso della lancia di Gil-Galad, che in sindarin significa "punta di neve".

## Alberi di Valinor
I due Alberi di Valinor sono Telperion e Laurelin, rispettivamente l'Albero d'Argento e l'Albero d'Oro che illuminavano Valinor durante gli Anni degli Alberi.
La prima sorgente di luce per Arda furono due enormi Lampade, Illuin, la lampada argentea, posta a nord e Ormal, la lampada dorata, posta a sud. Queste furono abbattute e distrutte da Melkor, e la devastazione che seguì il loro annientamento distrusse per sempre l'originale simmetria di Arda.
Dopo che i Valar giunsero alla terra di Valinor, eleggendola a loro dimora, Yavanna cantò, e il suo canto fece sorgere i Due Alberi, Telperion (argenteo) e Laurelin (aureo). Telperion (detto anche Silpion e Ninquelótë) era considerato maschio, e di età maggiore, in quanto giunse per primo nel pieno del suo sviluppo; mentre Laurelin (detta anche Malinalda e Culúrien) femmina e di età minore. Gli Alberi crebbero sulla collina di Ezellohar fuori da Valmar, alla presenza di tutti i Valar, mentre Nienna li bagnava con le sue lacrime. I Due Alberi sono da considerarsi la massima opera di Yavanna.
Ciascuno dei due era una sorgente di luce: Telperion emanava luce argentea ed aveva foglie scure (argentee su un lato), mentre Laurelin emanava una luce dorata, ed aveva foglie pallide, screziate d'oro; la rugiada che i due Alberi stillavano veniva raccolta da Varda come fonte di luce ed acqua.
La luminescenza di ciascun albero si alternava a quella dell'altro: in sette ore ogni albero raggiungeva il massimo splendore per poi diminuire, e un'ora prima che lo splendore di un albero cessasse, l'altro iniziava a emanare luce. Telperion cessava di splendere alla sesta ora, e Laurelin alla dodicesima. Un "giorno" scandito dalla luce degli Alberi durava quindi dodici ore. C'era quindi due volte al giorno un'ora, contemporaneamente di "alba" e di "tramonto", in cui le luci di entrambi gli alberi erano tenui e si fondevano armoniosamente insieme.
Roso dall'invidia, Melkor si alleò con il ragno gigante Ungoliant (progenitrice di tutta la razza dei ragni giganti, inclusa Shelob) per annientare i due Alberi. Circondato da una nube di tenebra talmente assoluta da non essere assenza di luce quanto negazione della luce stessa, Melkor colpì i due Alberi e l'insaziabile Ungoliant ne divorò la linfa e la luce, fino a lasciarli avvelenati e privi di vita.
Era impossibile per Yavanna creare altri Due Alberi. Per rimediare al disastro lei col suo canto e Nienna con le sue lacrime cercarono di resuscitare quelli che Melkor aveva distrutto, ma i loro sforzi riuscirono solo a riportare in vita l'ultimo fiore di Telperion e l'ultimo frutto di Laurelin, dopo di che i due alberi si spensero per sempre; Benché disseccati e privi di vita, gli alberi non furono abbattuti, e le loro spoglie rimasero così sulla collina di Ezellohar come memoria della felicità che è andata perduta.
Il fiore di Telperion venne affidato al Maia Tilion, e divenne Isil - la Luna - mentre il frutto di Laurelin venne consegnato alla Maia Arien e divenne il  Sole. Questo è il motivo per cui nel Signore degli Anelli "Sole" è considerato di genere femminile, mentre "Luna" è maschile (da notare che tale genere si riscontra anche nella mitologia nordica con gli dei Sól e Máni).
La luce originaria degli Alberi non venne tuttavia persa per sempre: essa risiedeva ancora nei Silmaril forgiati da Fëanor.

### Versioni precedenti
Nei Racconti ritrovati c'è una prima versione dei Due Alberi. L'unica differenza, oltre al nome di Telperion, è riguardo al loro nutrimento. Infatti in questa prima stesura del racconto quando la luce di uno  dei due alberi cominciava ad affievolirsi bisognava irrorare le radici degli alberi con l'acqua contenuta nei calderoni Kulullin e Silindrin, che contenevano la luce delle ormai distrutte Lampade, e a loro volta i due recipienti venivano ricolmati con la linfa lucente che proveniva dagli alberi. Un'altra differenza riguarda anche la creazione che, pur essendo sempre a opera di Yavanna, avviene in modo diverso. Infatti per piantare gli alberi vengono scavate due grandi fosse; nella fossa da dove poi sarebbe spuntato Laurelin vengono messe sette grandi pietre dorate e un frammento di una delle due Lampade, poi la fossa viene ricoperta di terra e bagnata con l'acqua di Kulullin; nell'altra fossa, vengono poste tre perle enormi trovate da Ossë nel mare e Varda vi pone una piccola stella; questa fossa viene infine bagnata con l'acqua di Silindrin.

### Discendenza di Telperion
Quando gli Elfi giunsero a Valinor, si innamorarono subito di Telperion, e Yavanna creò per loro un secondo albero, simile, che fu piantato davanti alla città di Tirion. Questo albero, chiamato Galathilion, era identico a Telperion ad eccezione del fatto che non emanava luce propria. Uno dei semi dell'albero venne piantato sull'isola di Tol Eressëa, dal quale nacque l'albero chiamato Celeborn.
Nella Seconda Era, un discendente di Celeborn, Nimloth, fu portato a Númenor e divenne l'Albero Bianco di Númenor. L'albero durò per quasi tutto il regno di Númenor, ma quando Sauron si impadronì dell'isola, convinse il re Ar-Pharazôn ad abbatterlo.
Isildur riuscì a mettere in salvo un frutto di quell'albero, e da questo nacque l'Albero Bianco di Gondor.
Invece Laurelin non ebbe discendenza:  l'albero Laurinquë di Numenor era simile ma non derivava da esso, benché i Dunedain lo credessero.

### Genealogia
|  |  |  |  |  |  |  |  |  |  |  |  |  |  |  |  |  |  |  |  |  |  |  |  | Galathilion di Tirion sopra Túna Creato da Yavanna ad immagine di Telperion, l'Albero d'Argento di Valinor |  |  |  |  |  |  |  |  |  |  |  |
|  |  |  |  |  |  |  |  |  |  |  |  |  |  |  |  |  |  |  |  |  |  |  |  | |  |  |  |  |  |  |  |  |  |  |  |
|  |  |  |  |  |  |  |  |  |  |  |  |  |  |  |  |  |  |  |  |  |  |  |  | Celeborn di Tol Eressëa                                                                                    |  |  |  |  |  |  |  |  |  |  |  |
|  |  |  |  |  |  |  |  |  |  |  |  |  |  |  |  |  |  |  |  |  |  |  |  | |  |  |  |  |  |  |  |  |  |  |  |
|  |  |  |  |  |  |  |  |  |  |  |  |  |  |  |  |  |  |  |  |  |  |  |  | Nimloth il Bello di Númenor                                                                                |  |  |  |  |  |  |  |  |  |  |  |
|  |  |  |  |  |  |  |  |  |  |  |  |  |  |  |  |  |  |  |  |  |  |  |  | |  |  |  |  |  |  |  |  |  |  |  |
|  |  |  |  |  |  |  |  |  |  |  |  |  |  |  |  |  |  |  |  |  |  |  |  | Primo Albero Bianco di Minas Ithil Piantato da Isildur, ? S.E. - 3429 S.E.                                 |  |  |  |  |  |  |  |  |  |  |  |
|  |  |  |  |  |  |  |  |  |  |  |  |  |  |  |  |  |  |  |  |  |  |  |  | |  |  |  |  |  |  |  |  |  |  |  |
|  |  |  |  |  |  |  |  |  |  |  |  |  |  |  |  |  |  |  |  |  |  |  |  | Secondo Albero Bianco di Minas Anor Piantato da Isildur, 2 S.E. - 1626 T.E.                                |  |  |  |  |  |  |  |  |  |  |  |
|  |  |  |  |  |  |  |  |  |  |  |  |  |  |  |  |  |  |  |  |  |  |  |  | |  |  |  |  |  |  |  |  |  |  |  |
|  |  |  |  |  |  |  |  |  |  |  |  |  |  |  |  |  |  |  |  |  |  |  |  | Terzo Albero Bianco di Minas Tirith Piantato da Tarondor, 1640 T.E. - 2852 T.E.                            |  |  |  |  |  |  |  |  |  |  |  |
|  |  |  |  |  |  |  |  |  |  |  |  |  |  |  |  |  |  |  |  |  |  |  |  | |  |  |  |  |  |  |  |  |  |  |  |
|  |  |  |  |  |  |  |  |  |  |  |  |  |  |  |  |  |  |  |  |  |  |  |  | Quarto Albero Bianco di Minas Tirith Piantato da Aragorn, 3019 T.E. - ?                                    |  |  |  |  |  |  |  |  |  |  |  |

## Albero Bianco di Gondor
L'Albero Bianco di Gondor è simbolo di Gondor. Si trovava nel Cortile della Fontana, a Minas Tirith. È l'albero che appare ritratto nel motivo sulla bandiera di Gondor.

### Primo Albero Bianco
Il primo Albero Bianco di Gondor proveniva da un frutto che Isildur, con grande rischio, rubò all'albero Nimloth il Bello, l'Albero Bianco di Númenor, prima che questo venisse abbattuto da Ar-Pharazôn sotto l'influenza di Sauron. Isildur, per portare a termine l'impresa, fu ferito gravemente dalle guardie messe a sorvegliare l'Albero, ed era vicino alla morte quando il frutto compì un prodigio, guarendo il suo salvatore dalle ferite.
L'alberello che nacque dopo che Isildur piantò il seme di Nimloth nella casa del nonno Amandil a Rómenna, fu trasportato sulla nave con la quale egli, il fratello Anárion e il padre Elendil fuggirono da Númenor prima della Caduta, e l'Albero Bianco fu ripiantato a Minas Ithil. Ma quando Sauron, tornato anch'egli nella Terra di Mezzo, conquistò la città, l'Albero Bianco venne distrutto. Questo accadde nell'anno 3429 della Seconda Era.

### Secondo Albero Bianco
Quando Isildur fuggì alla presa di Minas Ithil, portò con sé un arboscello dell'Albero Bianco a Minas Anor , dove venne piantato , nella corte davanti alla Torre Bianca. Quest'albero morì nel 1636, durante la Grande Piaga.

### Terzo Albero Bianco

L'albero bianco di Gondor nel film Il ritorno del re

Un terzo Albero fu piantato nel 1640 T.E. da Re Tarondor. Questo Albero Bianco durò fino all'anno 2872 T.E., alla morte del Sovrintendente Belecthor II   . Questa volta non furono trovati o conservati rami o semi dell'Albero, poiché da quando la Linea dei Re si era spezzata, questi fioriva di rado, e non produceva più frutti. L'Albero, morto, fu comunque mantenuto nella sua posizione, nel Cortile davanti alla Torre, "fino a che il Re non sarebbe ritornato".

### Quarto Albero Bianco
Quando Aragorn divenne Re, scoprì, con l'aiuto di Gandalf, un ramoscello dell'Albero Bianco sui pendii del Mindolluin, sopra la città, che fu piantato al posto di quello vecchio nel Cortile della Fontana. L'albero morto fu sepolto nelle Tombe dei Re, con tutti gli onori normalmente accordati ad un monarca caduto. Nel giugno del 3019 T.E., il nuovo Albero fiorì per la prima volta.

## Alfirin
L'alfirin è un fiore e viene citato due volte da Tolkien: ne Il Signore degli Anelli, Legolas canterà così: «E dondolano candidi gigli e campanelli d'oro di mallos e alfirin» che cresceva nella terra di Lebennin a Gondor; mentre nella storia di Cirion ed Eorl si dice che sul tumulo di Elendil su Amon Anwar fiorirono "i bianchi fiori di alfirin". Christopher Tolkien sostiene che nel secondo caso il fiore dovrebbe essere associato con i simbelmynë (i ricordasempre), che sono di colore bianco e non muoiono mai; mentre la canzone di Legolas potrebbe far riferimento a un'altra pianta.

## Athelas
Athelas (o Foglia di Re) è una pianta di Arda. Athelas è il nome Númenoreano, ma poiché si diceva che quest'erba fosse molto potente in mano al re di Gondor, era conosciuta anche col nome di Foglia di Re. In Quenya è chiamata asëa aranion.
Fu in principio portata nella Terra di Mezzo dai Númenóreani, ma con la fine della Terza Era la conoscenza delle sue qualità guaritrici fu dimenticata da tutti eccetto che dai Raminghi del Nord. Secondo le leggende di Gondor, è particolarmente potente nelle mani del re, forse per la discendenza elfica della casa regnante.
È stata usata da Aragorn, segretamente entrato a Minas Tirith dopo il suo ritorno a Gondor, per curare coloro che furono toccati dal nero respiro del Nazgûl (Faramir, Éowyn e Merry), un'azione che migliorò la sua reputazione e rafforzò il suo reclamo al trono.

## Elanor
(Il Signore degli Anelli, La Compagnia dell'Anello, Libro II, capitolo VI "Lothlórien".)
Piccolo fiore giallo autunnale che cresce sul Cerin Amroth. Sam Gamgee chiama la sua prima figlia come questo fiore.

## Erba pipa
(J. R. R. Tolkien - La Compagnia dell'Anello)
L'erba pipa (o foglia pipa) o Galenas  (erba piparina nella nuova traduzione di Ottavio Fatica)  è una immaginaria qualità di tabacco.
Secondo Tolkien, l'arte di fumare l'erba-pipa fu inventata dagli Hobbit, come pure fu un Hobbit, Tobaldo Soffiatromba, il primo a coltivarla nel suo giardino. A Pianilungone, dove Tobaldo viveva, vennero in seguito prodotte le varietà più note e pregiate qualità di foglia-pipa: Stella del Sud, il Vecchio Tobia e Foglia di Pianilungone.
Non si sa quale sia il luogo d'origine della pianta, che fu portata attraverso il mare dagli uomini dell'Ovesturia; essa cresce spontanea anche a Gondor, i cui abitanti, però, non la fumano, ma ne apprezzano solo i fiori aromatici. 
Tra gli Hobbit, gli abitanti di Brea affermano di essere stati i primi a mettere le foglie di questa pianta in una pipa: da loro l'arte si è presto diffusa anche alle altre razze, come Raminghi, Nani e Stregoni.
Una descrizione precisa degli effetti dell'erba pipa è data da Gandalf a Saruman, durante una riunione del Bianco Consiglio:
(J. R. R. Tolkien, Racconti incompiuti, cap. IV "La Caccia all'Anello")
Anche se all'inizio Saruman accusava Gandalf di fumare, finì anche lui per prendere questa abitudine. Dopo la distruzione dell'Isengard, dell'erba pipa fu ritrovata nelle cantine della fortezza, ma gli hobbit Merry e Pipino non capirono, al momento, che Saruman commerciava con la Contea.

## Lebethron
(Il Signore degli Anelli, Le due torri, capitolo VII.)
Albero che fornisce un legno scuro, utilizzato a Gondor. Con esso sono fabbricati i due bordoni che Faramir dona a Frodo e a Sam e la cassetta contenente la corona con cui Aragorn venne incoronato Re di Gondor. La gente di Gondor crede che questo legno abbia la virtù di trovare e ritornare, quindi il dono fatto da Faramir agli Hobbit acquisisce anche un valore simbolico di buon auspicio.

## Mallorn
Il mallorn (plurale mellyrn, in Sindarin) è un tipo di grande albero.
I mallorn sono descritti come simili alle betulle, hanno sempre un fusto unico e la loro corteccia era liscia ed argentea. Le foglie erano simili a quelle della betulla, ma più grandi erano verdi chiaro sul lato superiore e d'argento sotto. D'autunno diventavano dorate e rimanevano sull'albero durante l'inverno e cadevano, coprendo il suolo, in primavera, quando fiorivano i grappoli di boccioli dorati. I frutti erano noci dal guscio argenteo.
Frodo Baggins spiegò che aveva potuto sentire la vita dell'albero quando toccò un mallorn a Lothlórien.
Questi alberi originariamente crescevano a Tol Eressëa, e probabilmente anche a Valinor. I Noldor potevano aver portato dei mallorn a Gondolin, quando vennero sulla Terra di Mezzo, ma tutto fu distrutto con la caduta della città. Gli Elfi di Tol Eressëa portarono i mallorn agli Uomini di Númenor, e crebbero così sulle coste della Baia di Eldanna in quella terra. Tar-Aldarion, il grande Re Marinaio, non tagliò questi alberi.
I semi del mallorn furono dati da Tar-Aldarion al suo amico Gil-galad, il Re dei Noldor nel Lindon. I mallorn non crebbero nel Lindon, ma Galadriel portò con sé alcuni semi a Lothlórien, dove crebbero fino a diventare immensi. Lothlórien divenne conosciuta come la Foresta Dorata grazie ad essi.
Caras Galadhon, la città di Galadriel e Celeborn a Lórien, fu costruita fra i rami stessi di alcuni enormi mallorn. La Compagnia dell'Anello passò una notte in un flet (una sorta di piattaforma) in un mallorn, e in seguito venne dato loro del lembas avvolto con delle foglie di quest'albero.
Galadriel diede a Samvise Gamgee una scatola di terreno contenente un solo grosso seme di mallorn. Dopo la Guerra dell'Anello, Sam lo piantò nella Contea, dove si era tenuta la festa d'addio di Bilbo, al posto dell'Albero della Festa che era stato abbattuto. Quello fu l'unico mallorn nella Terra di Mezzo fuori di Lothlórien. Quando l'albero fiorì, in aprile, sbocciarono fiori dorati, e tutta la Contea divenne dorata grazie a quei fiori.

## Nimloth
Nimloth (dal Sindarin, corrisponde a "fiore bianco"), era il nome dell'Albero Bianco di Númenor. Venne donato dagli Eldar ai Númenóreani all'inizio della Seconda Era, in quanto discendente dell'albero Celeborn di Tol Eressëa.
Nimloth, che era stato per millenni il simbolo del legame dei Númenóreani con gli Eldar e i Valar, iniziò a deperire col crescere dell'arroganza degli ultimi sovrani númenóreani, seccandosi man mano i suoi rami e le radici. Nel periodo della cattività di Sauron in Númenor, il re Ar-Pharazôn su istigazione di Sauron, arrivò persino ad abbattere quel simbolo di alleanza e fratellanza.
Ma Isildur, figlio di Elendil, non appena seppe della decisione del Re, rubò uno degli ultimi frutti e piantò il seme nella residenza del nonno Amandil, a Rómenna. L'albero che nacque da quel seme venne portato da Isildur nella Terra di Mezzo quando, assieme al fratello e al padre, dovette fuggire da Númenor prima della Caduta.
Dall'albero Nimloth discendono tutti gli Alberi Bianchi di Gondor.

## Niphredil
Pallido fiore autunnale che cresce sul Cerin Amroth.

## Simbelmynë
(Il Signore degli Anelli, Le due torri, capitolo VI "Il re del Palazzo d'Oro".)
Silmbelmynë o "Ricordasempre" è il nome di piccoli fiori bianchi che crescono fitti sui tumuli dei grandi di Rohan.